# جان آر. ومرسلی
جان آر. ومرسلی (انگلیسی: John R. Womersley; ۲۰ ژوئن ۱۹۰۷ – ۷ مارس ۱۹۵۸) ریاضی‌دان اهل بریتانیا بود. عدد ومرسلی در دینامیک سیالات به افتخار وی نامگذاری شده‌است.